# Гринејкерс (Калифорнија)
Гринејкерс (енгл. Greenacres) насељено је место без административног статуса у америчкој савезној држави Калифорнија.

## Демографија
По попису из 2010. године број становника је 5.566.
| Група             | 2000.    | 2010.         |
| Белци             | 0 (0,0%) | 4.118 (74,0%) |
| Афроамериканци    | 0 (0,0%) | 49 (0,9%)     |
| Азијати           | 0 (0,0%) | 70 (1,3%)     |
| Хиспаноамериканци | 0 (0,0%) | 1.119 (20,1%) |
| Укупно            | 0        | 5.566         |